# Ulise (film din 1954)
Ulise  (titlul original: în italiană Ulisse) este un film dramatic american, realizat în 1954 de regizorul Mario Camerini, după Odiseea lui Homer, protagoniști fiind actorii Kirk Douglas, Silvana Mangano, Anthony Quinn și Rossana Podestà. 
Filmul respectă relativ în amănunt detaliile din Odiseea lui Homer. Ca să se încadreze în timpul de o oră și jumătate, acțiunea a fost redusă, scoțându-se unele evenimente.

## Distribuție
- Kirk Douglas - Ulise
- Silvana Mangano - Penelopa / Circe
- Anthony Quinn - Antinous, pețitor
- Rossana Podestà - Nausicaa
- Jacques Dumesnil - Alcinous
- Sylvie - Euriclea
- Daniel Ivernel - Euriloco, un camarad al lui Ulisse
- Franco Interlenghi - Telemah
- Elena Zareschi - Cassandra
- Evi Maltagliati - Anticlea
- Ludmilla Dudarova - Arete
- Tania Weber - Leucanto
- Piero Lulli - Ahile
- Ferruccio Stagni - Mentore
- Alessandro Fersen - Diomede
- Oscar Andriani - Calope
- Umberto Silvestri - Polifem; Krakos
- Gualtiero Tumiati - Laerte
- Teresa Pellati - Melanto
- Mario Feliciani - Eurimaco, un pețitor
- Michele Riccardini - Leodes, un pețitor
- Andrea Aureli - Ctesippo, un pețitor
- Andrea Bosic - Agamemnon
- Walter Brandi - Agelao
- Daniele Dentice - Euriade
- Giovanni Di Benedetto - Demolteleno
- Piero Ghione - Alfimedonte
- Sergio Giovannucci - Polibos
- Renato Malavasi - Medonte
- Vera Molnar - o fată
- Piero Pastore - Leocrito, un camarad al lui Ulisse
- Aldo Pini - Polites, un camarad al lui Ulisse
- Mimmo Poli - un pețitor
- Goliarda Sapienza - Eurimione
- Benito Stefanelli - Elatos
- Edoardo Toniolo - un pețitor
- Riccardo Garrone - un pețitor
- Gino Scotti - un camarad al lui Ulisse